# Chiesa di San Nicola (Zemun)
La chiesa di San Nicola (in serbo Николајевска црква?) è un edificio di culto serbo-ortodosso di Zemun, municipalità della capitale serba Belgrado.
È inclusa nell'elenco dei monumenti culturali protetti della Repubblica di Serbia (identificativo n. SK 18) e nell'elenco dei beni culturali della Città di Belgrado.

## Storia e descrizione
Fu costruita tra il 1745 e il 1752 sul sito di un precedente edificio in legno con tetto di paglia. L'attuale chiesa è costituita da una navata unica con abside a volta a botte e coro a volta a botte. Un campanile a due piani, sormontato da un bulbo metallico, domina la parte occidentale dell'edificio. Dal punto di vista architettonico, la chiesa è tipica dello stile barocco delle chiese costruite in Vojvodina e lungo la frontiera militare nel XVIII secolo. Il campanile originale, danneggiato da un incendio nel 1867, fu restaurato nel tre anni dopo.
Ospita al suo interno un'iconostasi dipinta nel 1762 da Dimitrije Bačević e affreschi del pittore locale Živko Petrović. Ci sono anche icone, stendardi e ogni sorta di altri oggetti religiosi.